# Helen Wheels
"Helen Wheels" es una canción escrita por Paul McCartney y lanzada como sencillo en 1973 con su banda Wings. La canción fue nombrada por Paul y Linda McCartney, debido al apodo que daban a Land Rover: "Hell on Wheels".
El sencillo fue lanzado antes de Band on the Run pero no fue incluido en la versión británica del álbum. Fue incluida en el lanzamiento estadounidense y en la versión del 25 aniversario del álbum. La canción también fue incluida en el álbum recopilatorio Wingspan: Hits and History. La canción alcanzó el puesto n.º 10 en las listas estadounidenses el 12 de enero de 1974.
La canción posee un potente solo de guitarra de parte de Paul McCartney